# الستات ما يعملوش كده (مسلسل)
الستات ما يعملوش كده، مسلسل مصري صدر سنة 1995، من إخراج حمدي الإبراشي وبطولة يونس شلبي ,سعاد نصر.

## ملخص القصة
يضطر سمير وسميرة للزواج من بعضهما عن طريق تكنولوجيا جديدة خوفًا من عدم اللحاق بقطار الحياة، ولكن سرعان ما تنقلب الأمور بينهما إلى مباراة للسيطرة ما بين الرجل والمرأة.

## طاقم العمل
- يونس شلبي
- سعاد نصر
- عايدة عبدالعزيز
- عبدالله فرغلي
- زوزو نبيل
- أحمد آدم